# Pontito
Pontito (si pronuncia Pontìto, põnˈtito) è una frazione del comune di Pescia, in provincia di Pistoia, Toscana.
È una località della Valleriana, soprannominata Svizzera Pesciatina,, che comprende Dieci castella di origine medioevale. Il borgo si trova arroccato su di un colle a 745 metri d'altitudine, ed è caratterizzato da una forma urbana "a campana", ricavata in conformità alle caratteristiche della collina su cui è sorto. 
Nel 1763 vi nacque lo scrittore Lazzaro Papi.

## Origini del nome
L'origine del toponimo "Pontito" non è conosciuta. Secondo la tradizione, il nome andrebbe ricondotto ad un ponte edificato qui  dall'imperatore romano Tito. L'ipotesi più avvalorata è quella di far derivare il toponimo Pontito da "appuntito" riferito alla caratteristica forma a punta del Borgo.

## Storia
Di Pontito  si parla la prima volta in una pergamena, dell'anno 879, conservata all'Archivio Arcivescovile di Lucca, nella quale Gherardo Vescovo di Lucca allivella a Cosperto, Hinghilari e Hinghifridi, fratelli, del fu Hinghiperto beni di pertinenza della Pieve di S. Tommaso di Ariana, attuale Castelvecchio Valleriana, situati a Titiana, Lignana, Pontito ecc...
La seconda menzione di Pontito avviene più di cento anni dopo: nel 980 Giovanni, pievano di Arriano, allivella la Pieve ed i beni ad essa pertinenti ad Ildebrando giudice, Giovanni e Pietro, figli del fu Gottifredo; fra i beni allivellati ci sono anche: "rebus illis in loco Pontito” 
Il livello è confermato nel 988 dal Vescovo Isalfredo con l'aggiunta delle decime e di tutti i tributi alla pieve spettanti. Si tratta di una vera infeudazione: Pontito è tuttora "res illa", e non figura nell'elenco delle ville che pagano le decime. 
Nei successivi allivellamenti ai figli di Gottifredo ed ai loro discendenti  degli anni 998  e 1019 , la situazione è immutata.
Nessuna notizia di questa terra nei primi due secoli dopo il 1000, che vedono il consolidamento del Comune Lucchese ed il suo sforzo per estendere, ai danni del Vescovo e dei piccoli feudatari, la sua giurisdizione su tutto il contado.
Nel 1192 la Valleriana fa parte della Giudicaria “Curtis et Vallis Ariani et Vallis Nebule et Curtis Cappiani et Curtis Ficecli et Vallis Arni” sottoposta al Vicario Imperiale di San Miniato, ma già nel 1198 tutte queste terre sono governate da un giudice “a Lucensibus consulis... consitutus.“
Intanto le guerre locali si fanno sempre più aspre e nel 1229 i Pistoiesi occupano e saccheggiano Pontito, Lignana, Terrantana, Stiappa, Castelvecchio, San Quirico, Sorana, Lucchio, Crasciana e Casabasciana; Federico II ne impone la restituzione a Lucca, oltre ad un'ammenda di lire 200.
Nel 1242 la Valleriana, con tutta la Giudicaria, era nuovamente sotto il Vicario Imperiale, ma che i lucchesi ne fossero ritornati in dominio, dopo la morte dell'imperatore, ne dà sicura testimonianza un decreto del Consiglio Maggiore del 27 febb. 1258 che concedeva ai comuni delle anzidette regioni l'autogoverno fino alle calende di gennaio del 1259, riservando al Comune di Lucca la cognizione dei delitti maggiori ed alcuni proventi, a condizione che pagassero la somma di lire 2.000.
Nel 1259 o 1260 viene formata la grande Vicaria "Terrarum Civium et Vallis Limae" comprendente 26 comuni fra i quali Pontito e tutti gli altri di Valleriana.
La sua composizione viene tramandata dallo statuto del 1308 nella Rubrica che fissa gli obblighi di ciascun Comune per la Luminaria di Santa Croce; per il nostro Piviere Lucchio deve portare un cero di lb. I6, Pontito di Ib. 10, come Schiappa, Castroveteri e Sorana. Aramo e Medicina di lb. 8. (Fibbialla fa parte del Comune di Medicina, Lignana di quello di Sorana).
Sicuramente del 1260 è il noto estimo delle chiese esistenti e delle relative rendite:
- PLEBS VALLIS ARIANIS............. lire 320
- ECCL. S. QUIRICI DE ARRIANO...... lire 190
- ECCL..S. FRIDIANI DE ARAMO....... lire 60
- ECCL. S.PETRI DE SORANA.......... lire 65
- ECCL. S.MARTINI DI MEDICINA...... lire 73
- ECCL. S. JACOBI DE LIGNANA....... lire 45
- ECCL. S. MRIAE DI SCHIAPPA....... lire 90
- ECCL. S .ANDREAE DE PONTITO...... lire 110
- HOSPITALE DE VEGGHIA............. lire 10
- HOSPITALE DE SCHIAPPA............ lire 40
- ECCL. S. PETRI DE LUCCHIO........ lire 70
Fibbialla non aveva ancora chiesa propria.

A questo punto risulta già compiuto, o quasi, il processo di addensamento delle popolazioni in pochi castelli: gli insediamenti minori o poco sicuri sono stati abbandonati. Così Titiana, Vintignana, Saletto hanno dato luogo a Pontito, mentre Zaratiana (Terrazzana), Villa, Antano e Caprisciano si sono concentrati alla Stiappa. Analogo fenomeno è accaduto nel resto della valle: la sua topografia demografica è ormai (salvo la distruzione bellica di Lignana) quella dei nostri giorni.
Nel 1308, in seguito alla divisione della "Terrarum Civium et Valles Limae" e istituita la Vicaria " Vallis Arianae et Plebatus Villae" con capoluogo a Villa Basilica retta da un Vicario e assistito da due Notari ed un Camarlingo; ogni Comune è retto da un Podestà, ma le Potesterie saranno presto soppresse, almeno di fatto.
Sarebbe troppo lungo elencare le materie giurisdizionali affidate ai vari Magistrati; basti dire che al Comune rurale resta l'amministrazione dei beni comunali, la regolamentazione del pascolo e di alcune colture, la punizione dei "dannatori", la imposizione e la riscossione dei tributi anche per conto del Comune Lucchese, la cura delle mura e delle strade, il sigillo delle misure, la facoltà di inviare delegati al Parlamento della Vicaria.
Su tutti gli uomini dai 18 ai 70 anni gravava l'obbligo del servizio militare: le milizie popolari, le "Cerna", ebbero vari regolamenti. In realtà furono poco usate, preferendo la Repubblica servirsi di truppe mercenarie, gli "stipendiari": ogni Rocca avena una guarnigione sotto il comando di, un castellano; a Pontito nel 1326 ci sono il castellano e 20 stipendiari, nel 1366 gli stipendiari ("sergenti") sono 6.
Sopra Pontito vi è stata una fortificazione che ha dato il nome al monte: la Bastia. Su di essa non si hanno precise notizie né sembra che vi sia mai stata, sotto il Comune lucchese, una guarnigione stabile.
Le milizie popolari furono riordinate nel 1541 sotto il nome di "ordinanze della montagna", per essere poi soppresse nel 1801.
Nel 1508 venivano però già richiamate in vigore dalle Riformagioni:.... “Ciascun Comune si elegga un Capo ossia Capitano, il quale abbia nota di tutti quelli che sono sotto la sua bandiera, e se si sente qualche rumore o tumulto ognuno si raduni sotto il suo capo....”
Uno speciale Offiziale, il Bargello o Capitano del Contado, assistito da un notaro e da 30 uomini, esercitava le funzioni di polizia.
Pontito, terra di confine, fu spesso coinvolto nelle interminabili guerre tra, Lucca, Pisa, Pistoia e Firenze; e nei primi decenni del trecento una lunga guerra culmina con l'annessione a Firenze di Castelvecchio, Sorana e Lignana; nel 1345 Pontito è predata degli uomini di Mamrniano.
Nel 1362 Lignana è distrutta, e nel 1383 gravi ostilità fra Lucca e Pistoia coinvolgono anche Pontito che successivamente, dal 1429 al I442 cadrà in mano a Firenze insieme a tutta la Vicaria.
Le guerre avevano creato un permanente stato di tensione fra i comunelli di confine, che fu causa di frequenti ripetuti scontri, qualche volta segretamente istigati dal governo fiorentino.
Cosi nel 1360 gli uomini di Vellano e Castelvecchio tolgono 10 cavalle a quelli di Pontito ed uccidono Paolino di Aramo; nel 1379 gli uomini di Crespole assalgono i Pontiti predando 80 capi bovini; le ostilità fra i due paesi, come quelle tra Pontito e Lanciole, Sorana e Popiglio, continueranno ancora per molti anni; se ne hanno frequenti notizie fin verso la metà del secolo XVI.
Sono di questo secolo gli episodi più gravi: nel 1539 alcune bestie di Pontito vengono catturate dagli uomini di Lanciole nel proprio territorio. Da Pontito reagiscono prontamente con l'incendio di Lanciole, che provoca 5 morti: quattro colpevoli sono giustiziati dal Governo Lucchese. L'anno successivo Lanciole attacca Pontito provocando 2 morti, subito vendicati con due altre uccisioni.
Pontito non ebbe, o almeno non sempre, buoni rapporti con la Repubblica Lucchese. Le montagne, non solo di Lucca, mal sopportavano le imposizioni dei Comuni cittadini: ribellioni e tumulti ingrossavano il numero dei ribelli e dei briganti protetti dall'assoluta omertà delle popolazioni.
Nel 1513 Pontito si arrese e fece atto di sottomissione a Firenze, in occasione di un'incursione fiorentina che devastò la Valleriana e molte altre terre lucchesi (a Stiappa furono incendiate molte case e capanne). Il recupero ed il perdono avvennero con deliberazione del Consiglio Generale in data 16 sett. 1513.
Nel 1540, dopo i gravi fatti di Lanciole, vi fu inviato in Commissario con poteri penali e civili, che vi fu mantenuto, salvo qualche interruzione, fino ai primi decenni del secolo successivo; gli atti di questo magistrato sono conservati nell'Archivio di Stato di Lucca - Rubrica Commissario di Pontito, vol. 1/12.
Degli statuti di Pontito si conoscono solo pochi capitoli redatti nel 1792: si tratta evidentemente di emendamenti volti a meglio regolare le turbolente, assemblee comunali.
Pontito rimase nella Vicaria di Valleriana fino al 1806, anno in cui le Vicarie furono abolite: come gli altri comuni rurali continuò ad avere amministrazione indipendente ma sotto la sorveglianza del Comune principale, cioè di Villa Basilica, al quale fu poi definitivamente sottoposto nel 1823 come "Sezione", pur con contabilità separate.
Dopo la annessione di Lucca al Granducato di Toscana (1848) gli interessi delle Sezioni furono fusi in quelli del Comune; le leggi dell'Italia unita confermarono in sostanza questo ordinamento.
Nel 1884 Pontito e gli altri paesi di Valleriana furono inclusi, su domanda, nel Comune di Vellano; con la abolizione di questo nel 1929 furono sottoposti in quello di Pescia.
Già da tempo era iniziata la crisi della montagna: il processo si compie nell'ultimo dopoguerra con la emigrazione in massa rendendo, come scriveva Bruno Cherubini: “i nostri paesi luoghi semi deserti con le terre in abbandono ed i castagneti morenti per il cancro corticale, che, nella fine del pan di legno, ha voluto quasi sanzionare la fine di un'epoca”.

## Monumenti e luoghi d'interesse
- Chiesa dei Santi Andrea e Lucia
- Monumento a Lazzaro Papi (1905)

## Galleria d'immagini

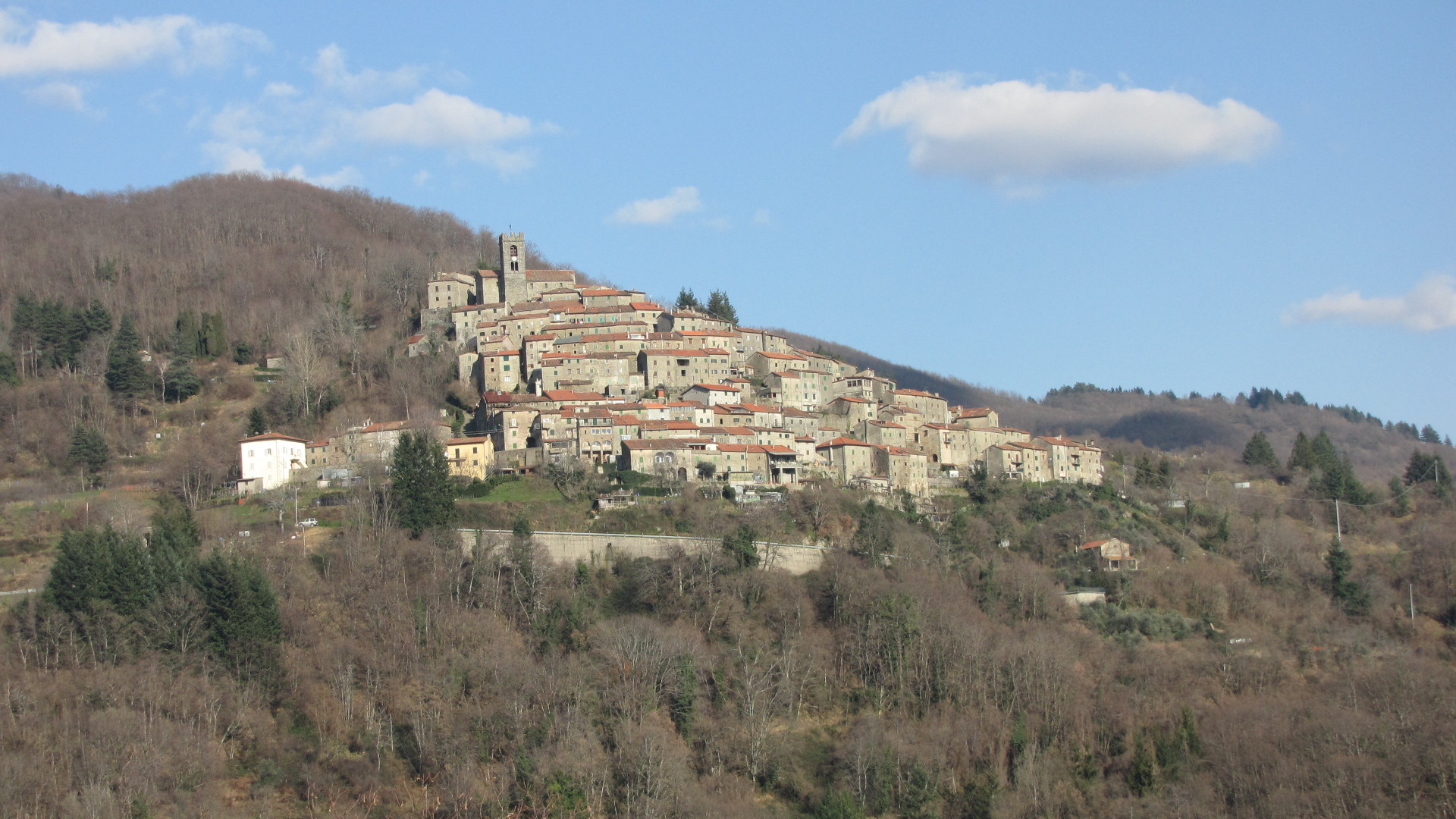
Vista di Pontito da Stiappa
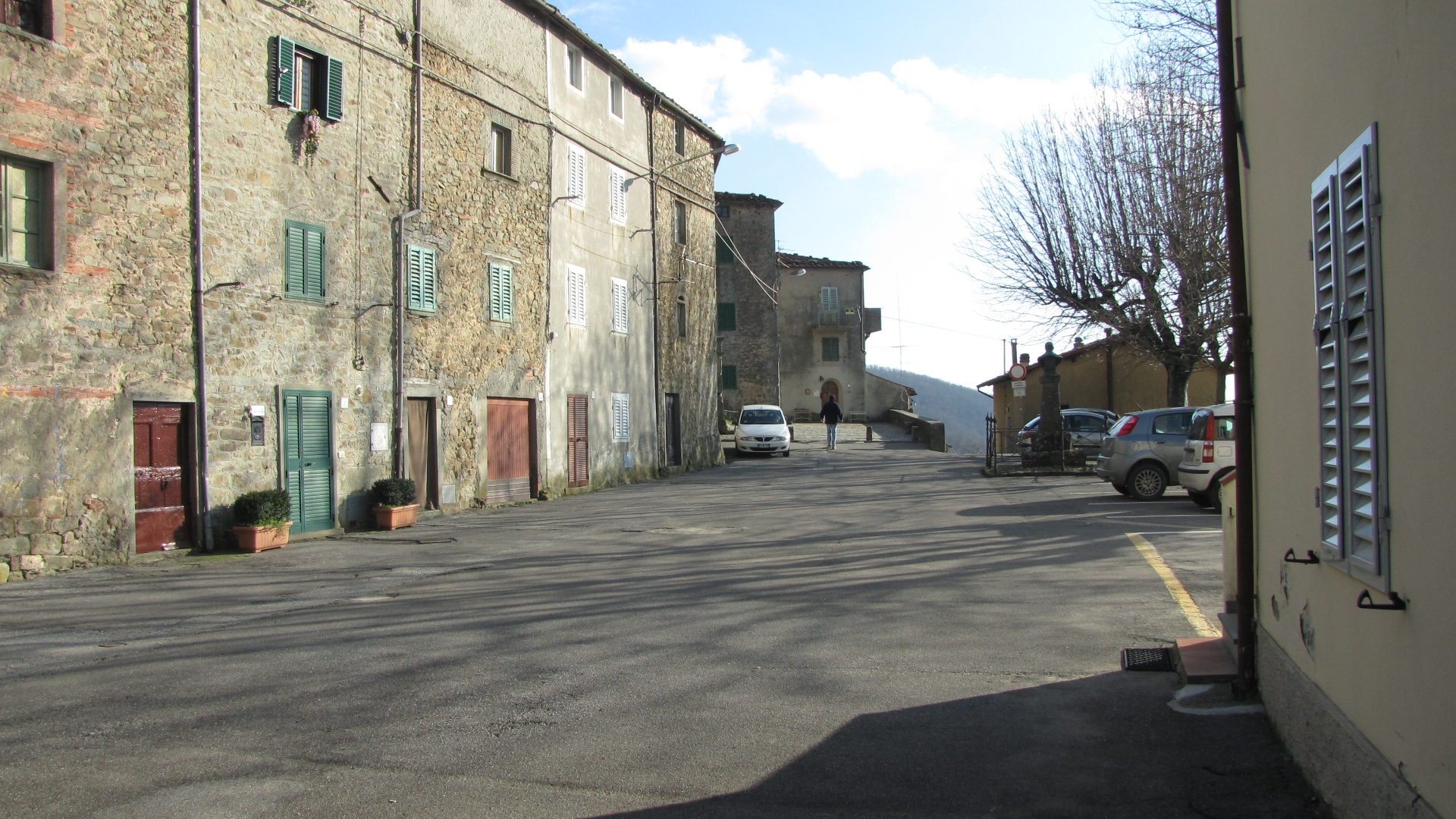
Piazza Lazzaro Papi, la principale del paese
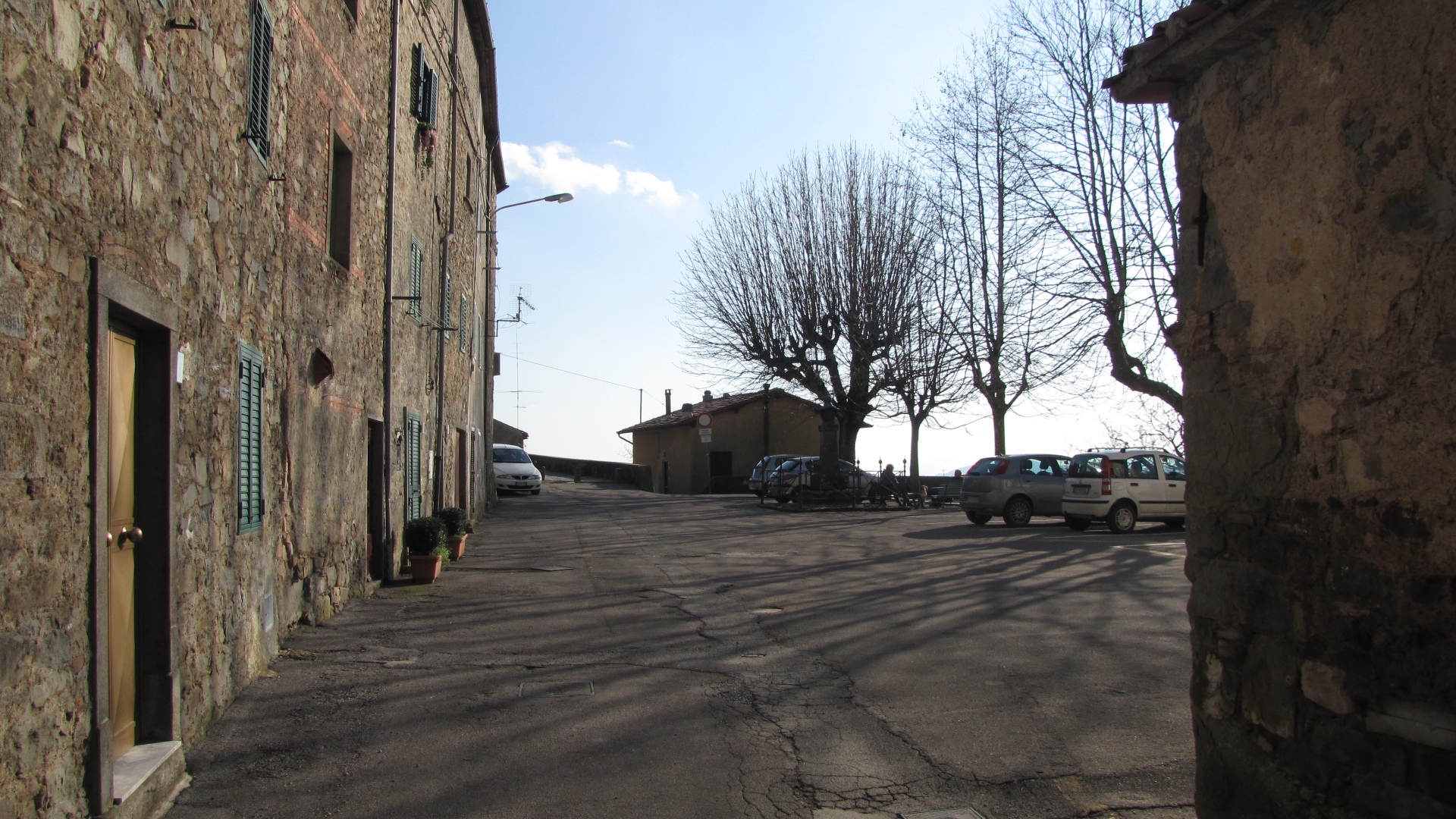
Piazza Lazzaro Papi
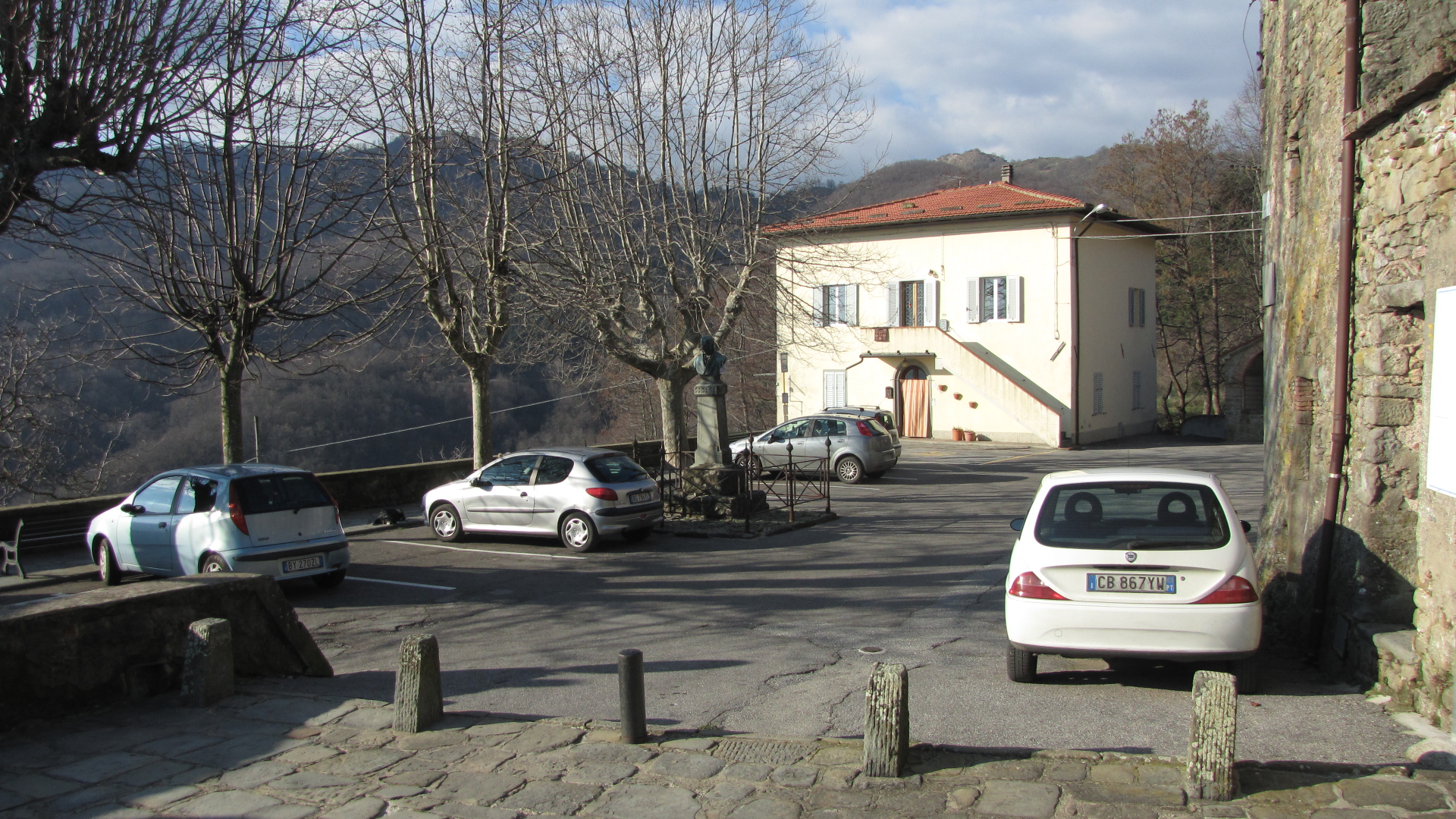
Piazza Lazzaro Papi
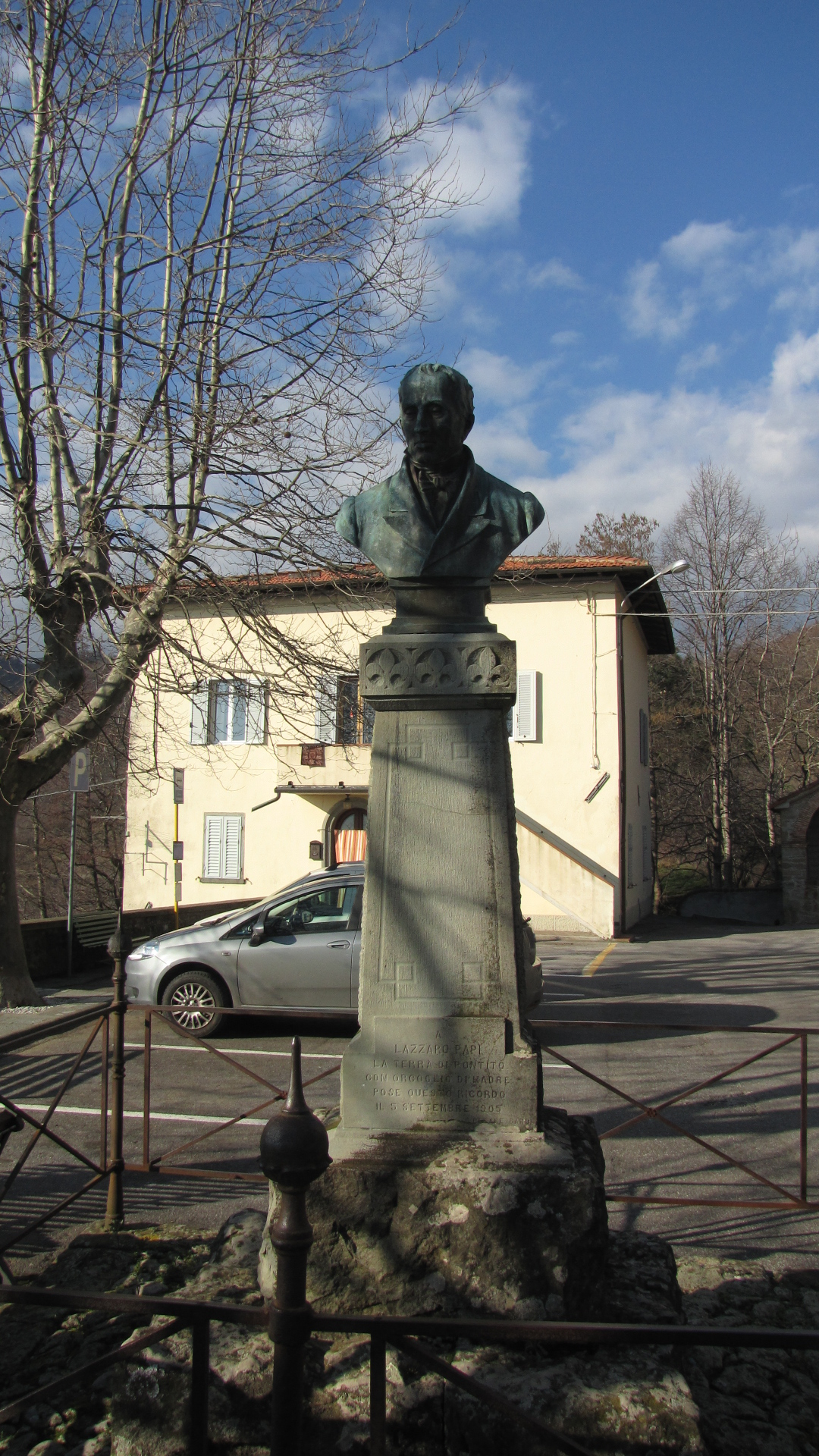
Monumento a Lazzaro Papi
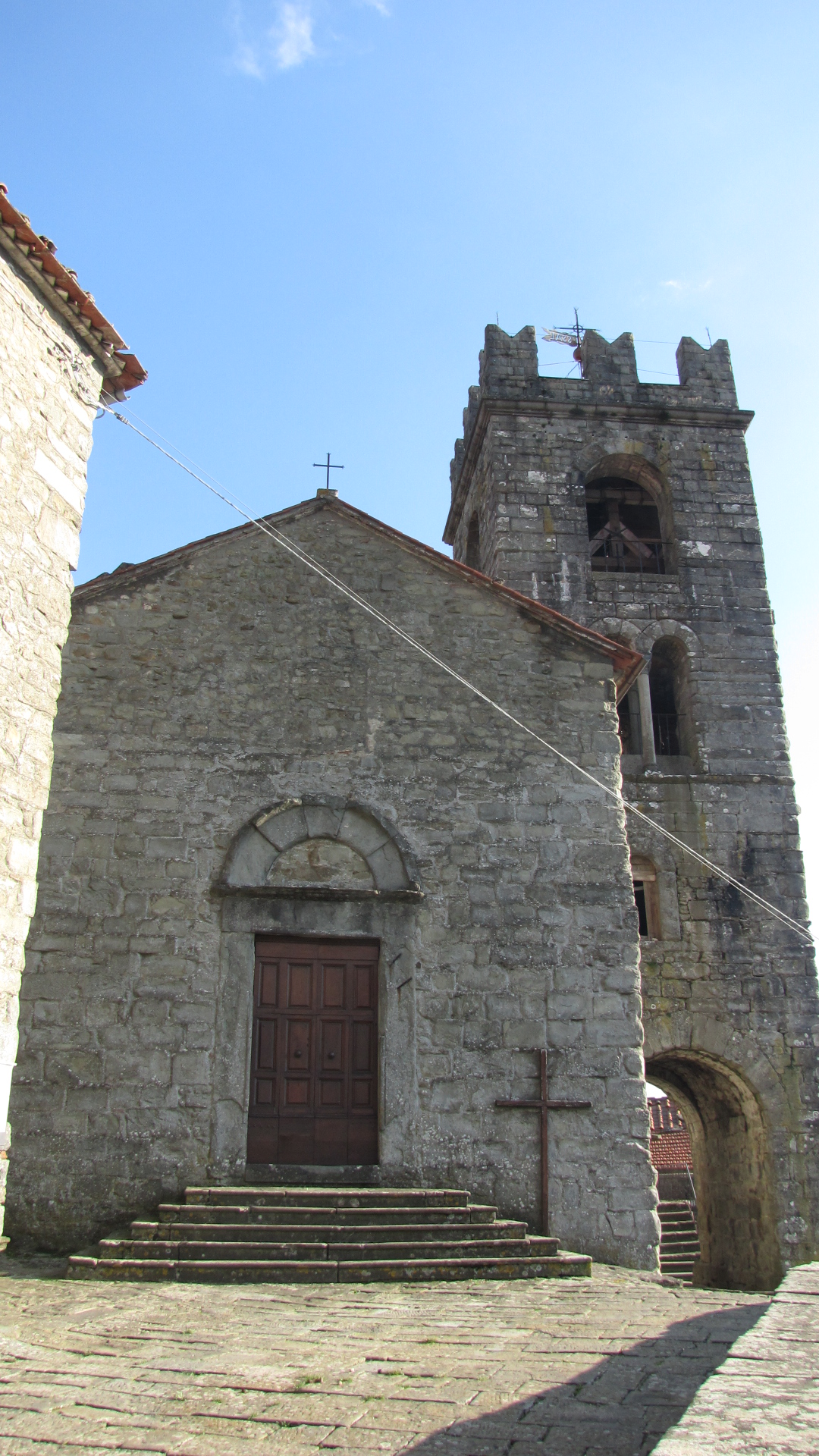
Chiesa dei Santi Lucia e Andrea
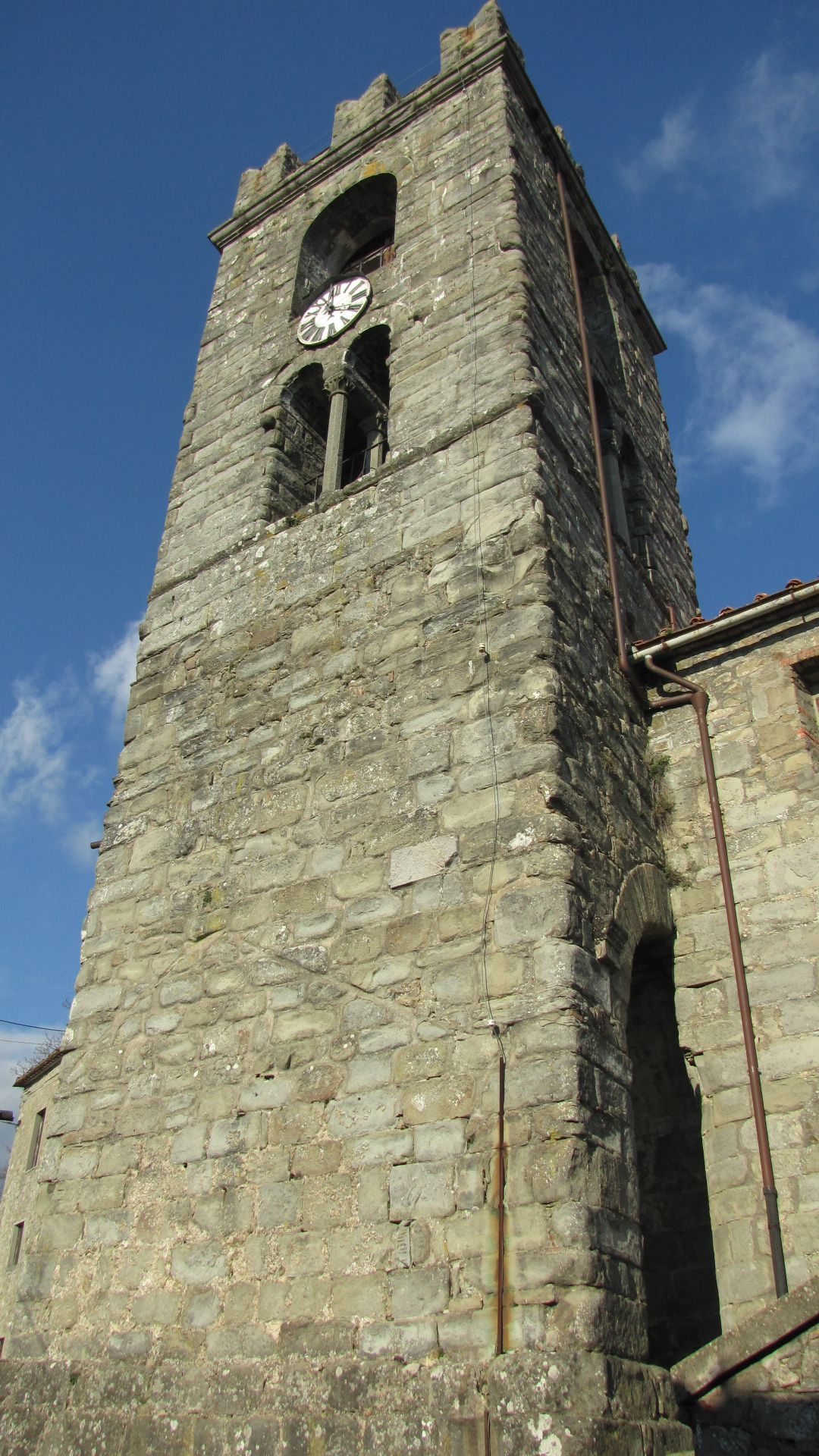
Il campanile, ex torre di difesa medievale
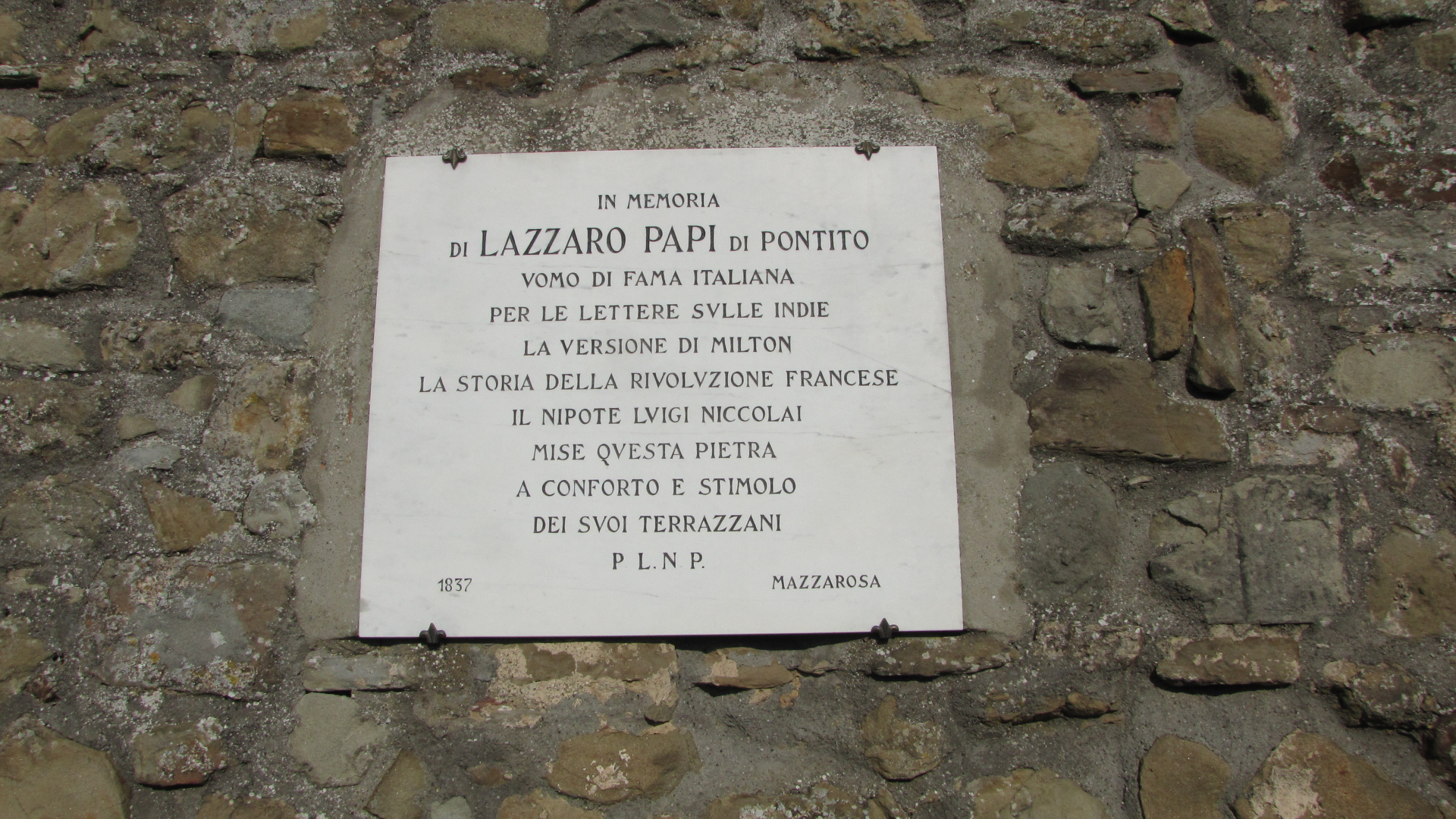
Targa dedicata a Lazzaro Papi
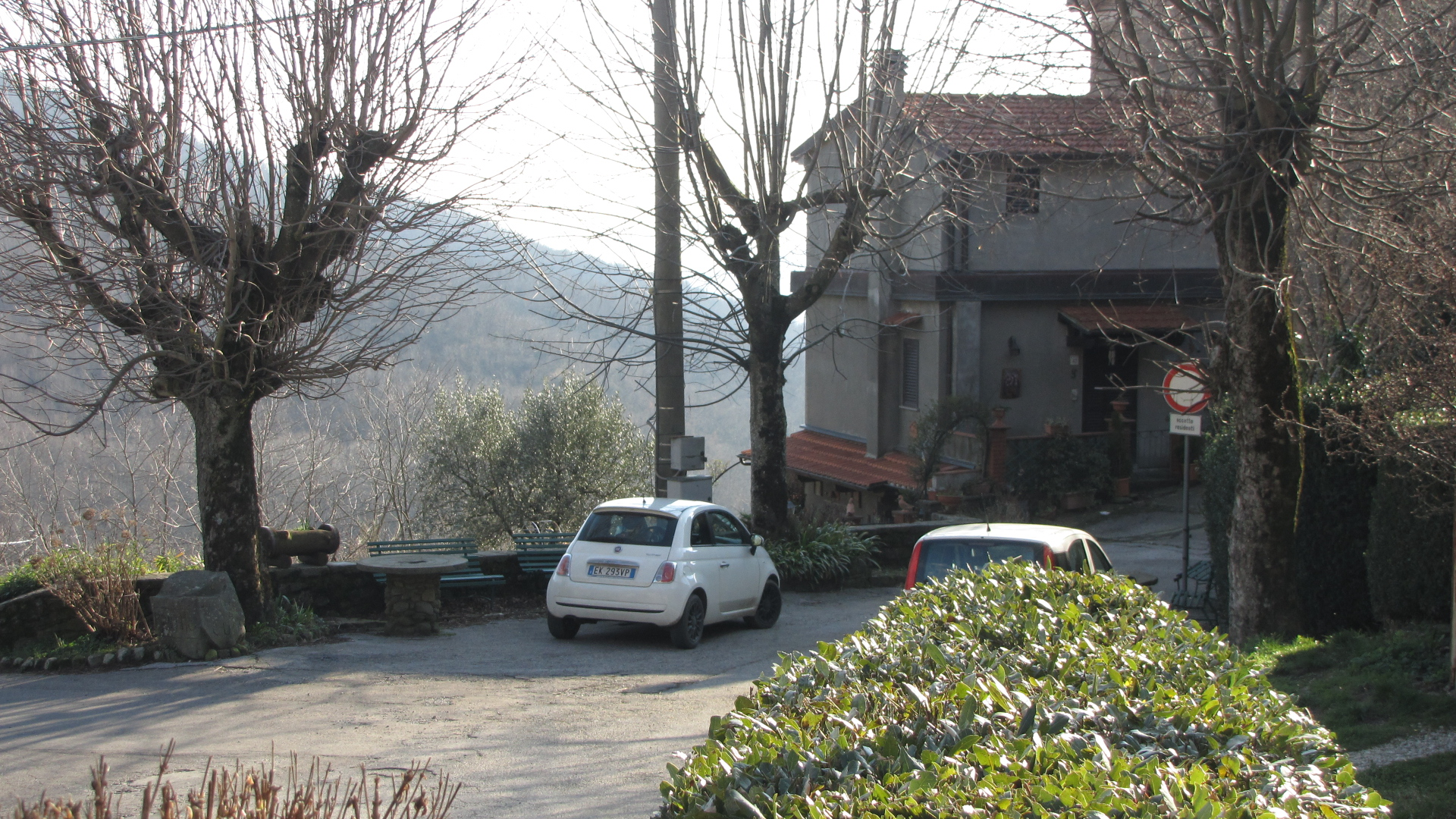
Piazzetta denominata "Porta a Luca"
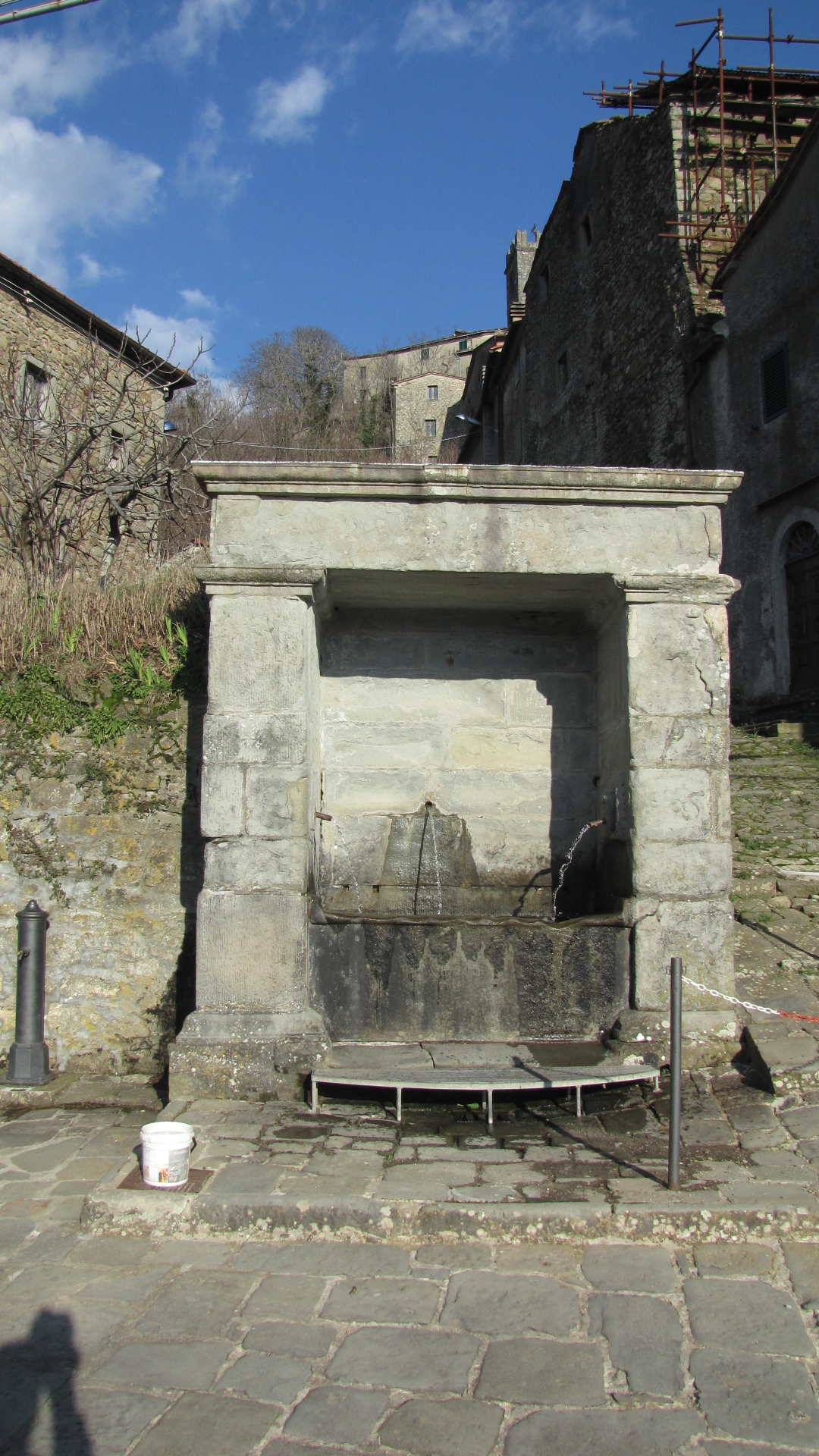
Fontana principale del paese, in pietra serena, detta "il Pillone"
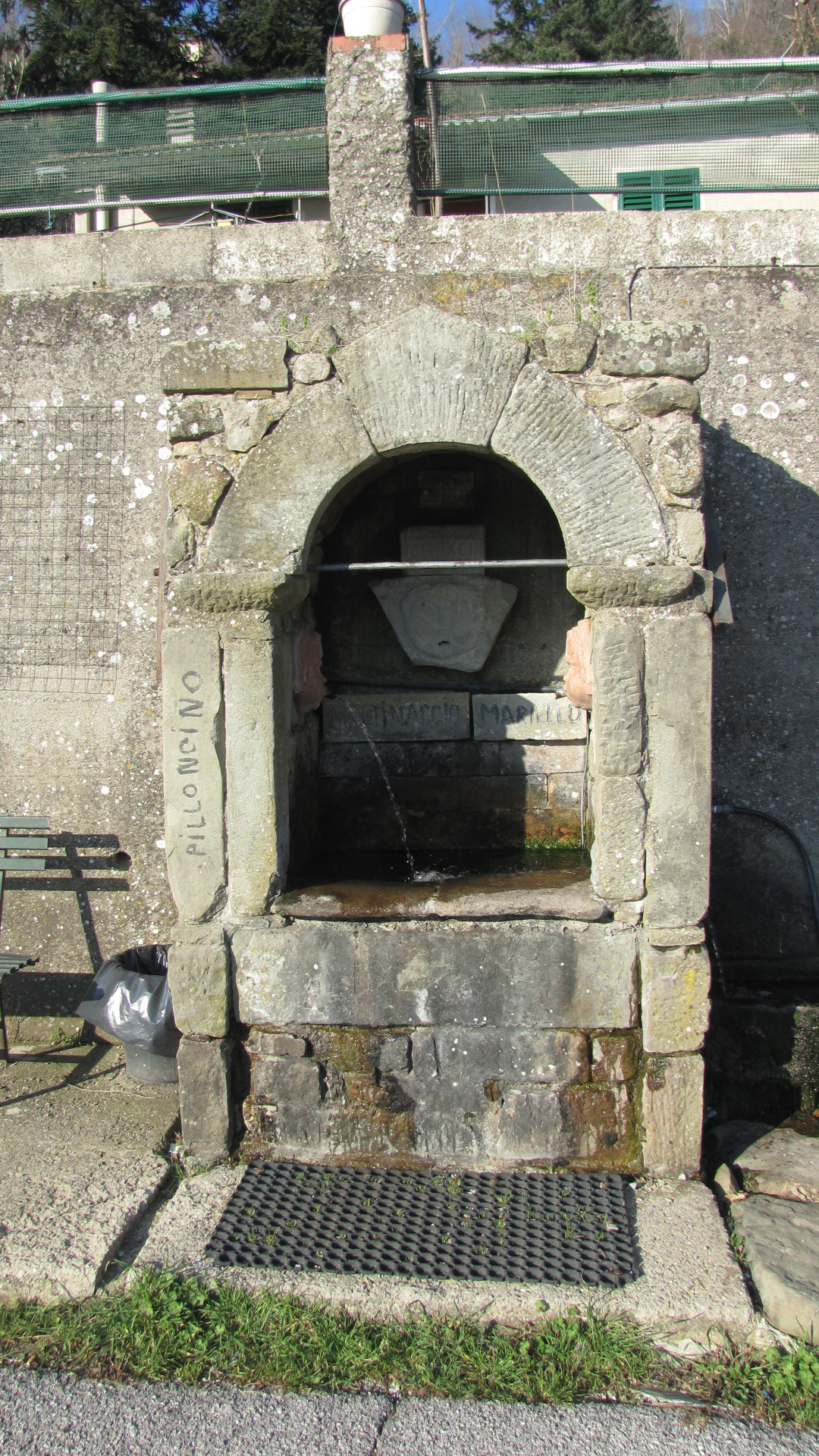
Fontana del paese, detta "il Pilloncino"
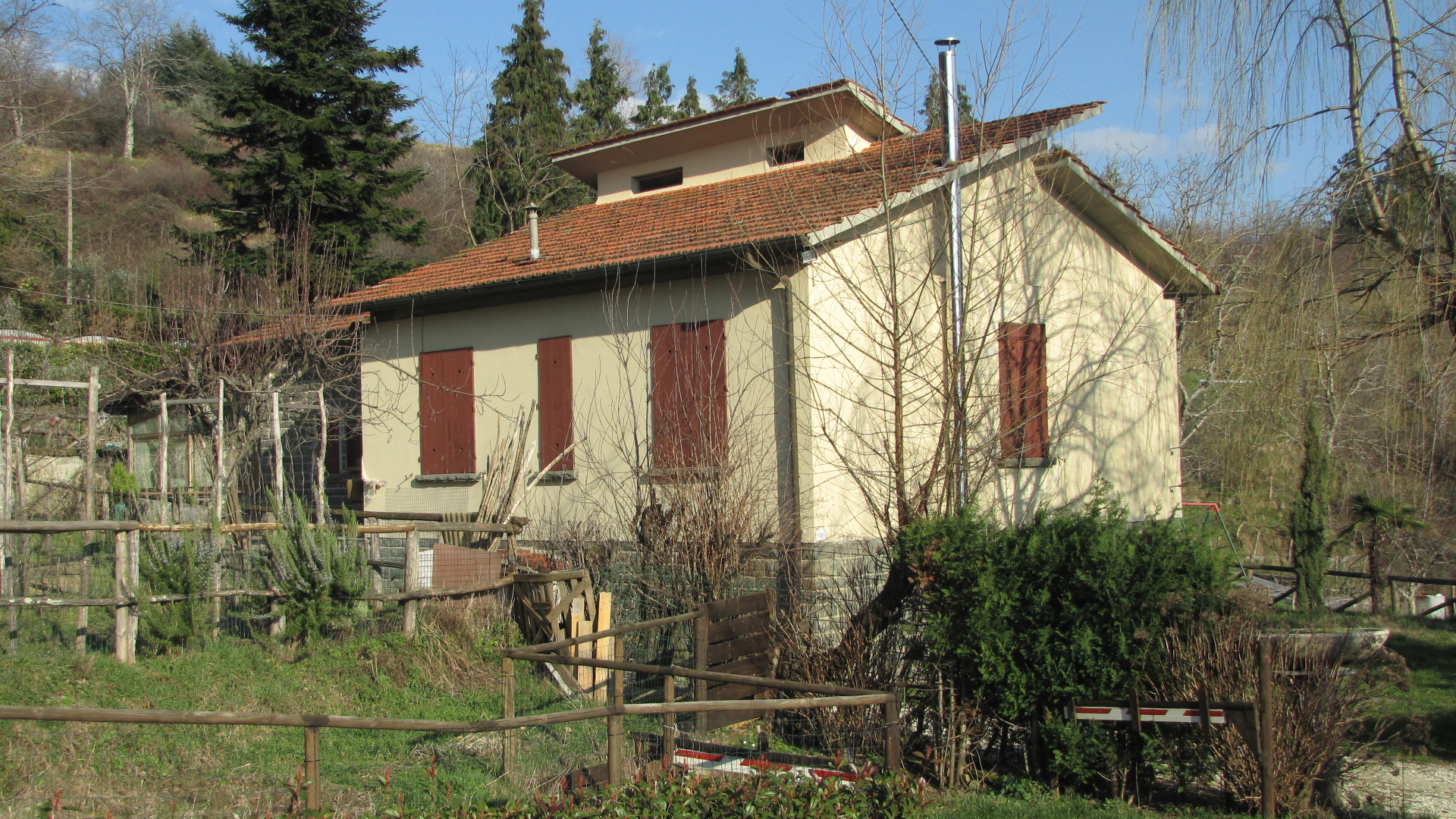
Edificio delle ex scuole elementari, ora riconvertite in rifugio